# Bisdom Ouahigouya

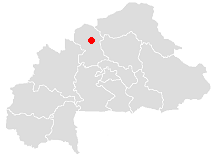
De ligging van Ouahigouya binnen Burkina Faso

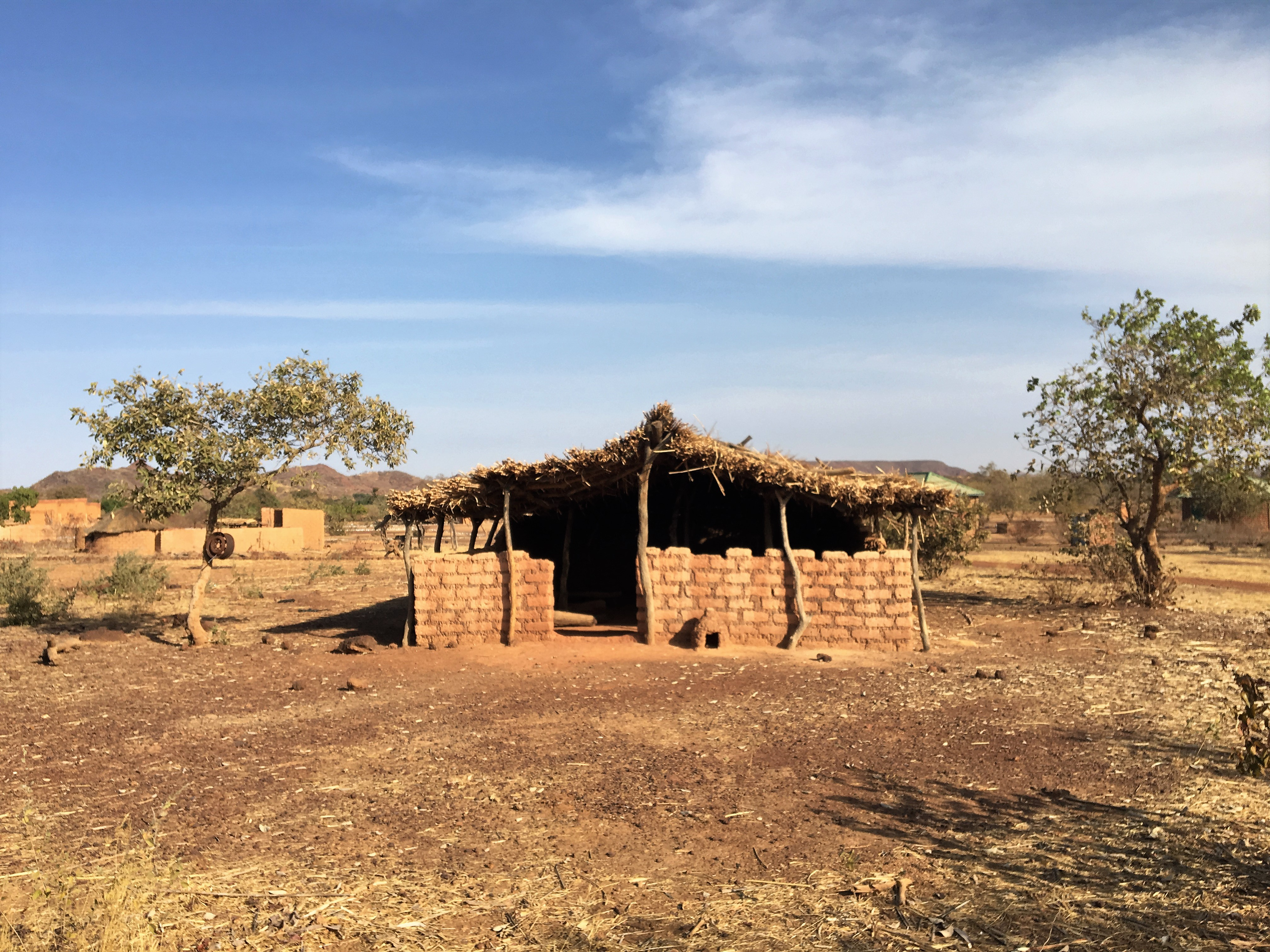
Katholieke kerk in Bogonam

Het bisdom Ouahigouya (Latijn: Dioecesis Uahiguyaensis) is een rooms-katholiek bisdom met als zetel Ouahigouya in Burkina Faso. Het is een suffragaan bisdom van het aartsbisdom Ouagadougou. Het bisdom werd opgericht in 1958.
In 2019 telde het bisdom 12 parochies. Het bisdom heeft een oppervlakte van 17.067 km² en telde in 2019 1.524.000 inwoners waarvan 8,6% rooms-katholiek was.

## Bisschoppen
- Louis-Marie-Joseph Durrieu, M. Afr. (1958-1965)
- Denis Martin Tapsoba, M. Afr. (1966-1984)
- Marius Ouédraogo (1984-1995)
- Philippe Nakellentuba Ouédraogo (1996-2009)
- Justin Kientega (2010-)

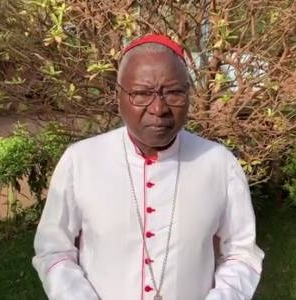
Philippe Nakellentuba Ouédraogo